# Odranci
Odranci (in ungherese Adorjánháza) è un comune di 1 718 abitanti della Slovenia nord-orientale.